# Verteidigungsbezirkskommando 21
Das Verteidigungsbezirkskommando 21 war ein Verteidigungsbezirkskommando der Bundeswehr mit Sitz des Stabes in Osnabrück. Hauptaufgabe des Kommandos war die territoriale Verteidigung in seinem Verteidigungsbezirk.

## Geschichte

### Aufstellung
Das Verteidigungsbezirkskommando wurde zur Einnahme der Heeresstruktur II in den 1960er-Jahren als Teil des Territorialheeres ausgeplant und dem Befehlshaber im Wehrbereich II unterstellt. Angelehnt an die zivile Verwaltungsgliederung entsprach der Verteidigungsbezirk in etwa dem Regierungsbezirk Osnabrück. Entsprechend war der Standort des Stabs Osnabrück.

### Auflösung
1978 wurde der Regierungsbezirk Osnabrück aufgelöst. Sein Gebiet ging gemeinsam mit dem Verwaltungsbezirk Oldenburg und dem Regierungsbezirk Aurich im neu eingerichteten Regierungsbezirk Weser-Ems auf. Entsprechend wurde das Verteidigungsbezirkskommando 21 außer Dienst gestellt. Für das Gebiet des gesamten Regierungsbezirks Weser-Ems war ab 1978 das Verteidigungsbezirkskommando 24 in Oldenburg zuständig.

## Gliederung
Das Verteidigungsbezirkskommando umfasste wie die meisten Truppenteile des Territorialheeres nur wenige aktive Soldaten. Erst im Verteidigungsfall konnte das Verteidigungsbezirkskommando durch die Einberufung von Reservisten und die Mobilmachung eingelagerten und zivilen Materials auf eine Truppenstärke anwachsen, die zuletzt etwa einer Brigade des Feldheeres entsprach. Die längste Zeit seines Bestehens untergliederte sich das Verteidigungsbezirkskommando, abgeleitet von der zivilen Verwaltungsgliederung, noch weiter in unterstellte Verteidigungskreiskommandos.

## Verbandsabzeichen
Das Verteidigungsbezirkskommando führte aufgrund seiner Ausplanung als überwiegend nicht aktiver Truppenteil kein eigenes Verbandsabzeichen. Die wenigen aktiven Soldaten trugen daher das Verbandsabzeichen des übergeordneten Wehrbereichskommandos.
Als „Abzeichen“ wurde für einige der anderen Verteidigungsbezirkskommandos daher unpräzise manchmal das interne Verbandsabzeichen des Stabes und der Stabskompanie „pars pro toto“ für das gesamte Verteidigungsbezirkskommando genutzt. Das Verteidigungsbezirkskommando 21 wurde jedoch schon 1978, also kurz vor der Einführung der internen Verbandsabzeichen in die Bundeswehr um 1980, aufgelöst und führte demzufolge nie ein internes Verbandsabzeichen.